# Голубівська сільська рада (Калинівський район)
| Голубівська сільська рада — орган місцевого самоврядування у Калинівському районі Вінницької області з адміністративним центром у с. Голубівка. Сільській раді підпорядковані населені пункти: - с. Голубівка - с. Гарасимівка - с-ще Голендри - с. Червоний Степ |

## Склад ради
Рада складається з 16 депутатів та голови.

## Керівний склад сільської ради
| ПІБ                        | Основні відомості                                                                           | Дата обрання | Дата звільнення |
| -------------------------- | ------------------------------------------------------------------------------------------- | ------------ | --------------- |
| Перегончук Павло Петрович  | Сільський голова, 1961 року народження, освіта, безпартійний                                | 26.03.2006   | 31.10.2010      |
| Ковальчук Меланія Іванівна | Сільський голова, 1958 року народження, освіта вища, Всеукраїнське об'єднання «Батьківщина» | 31.10.2010   | 15.12.2013      |
| Перегончук Павло Петрович  | Сільський голова, 1961 року народження, освіта вища, безпартійний                           | 15.12.2013   |                 |

Примітка: таблиця складена за даними джерела